# Vagón canguro

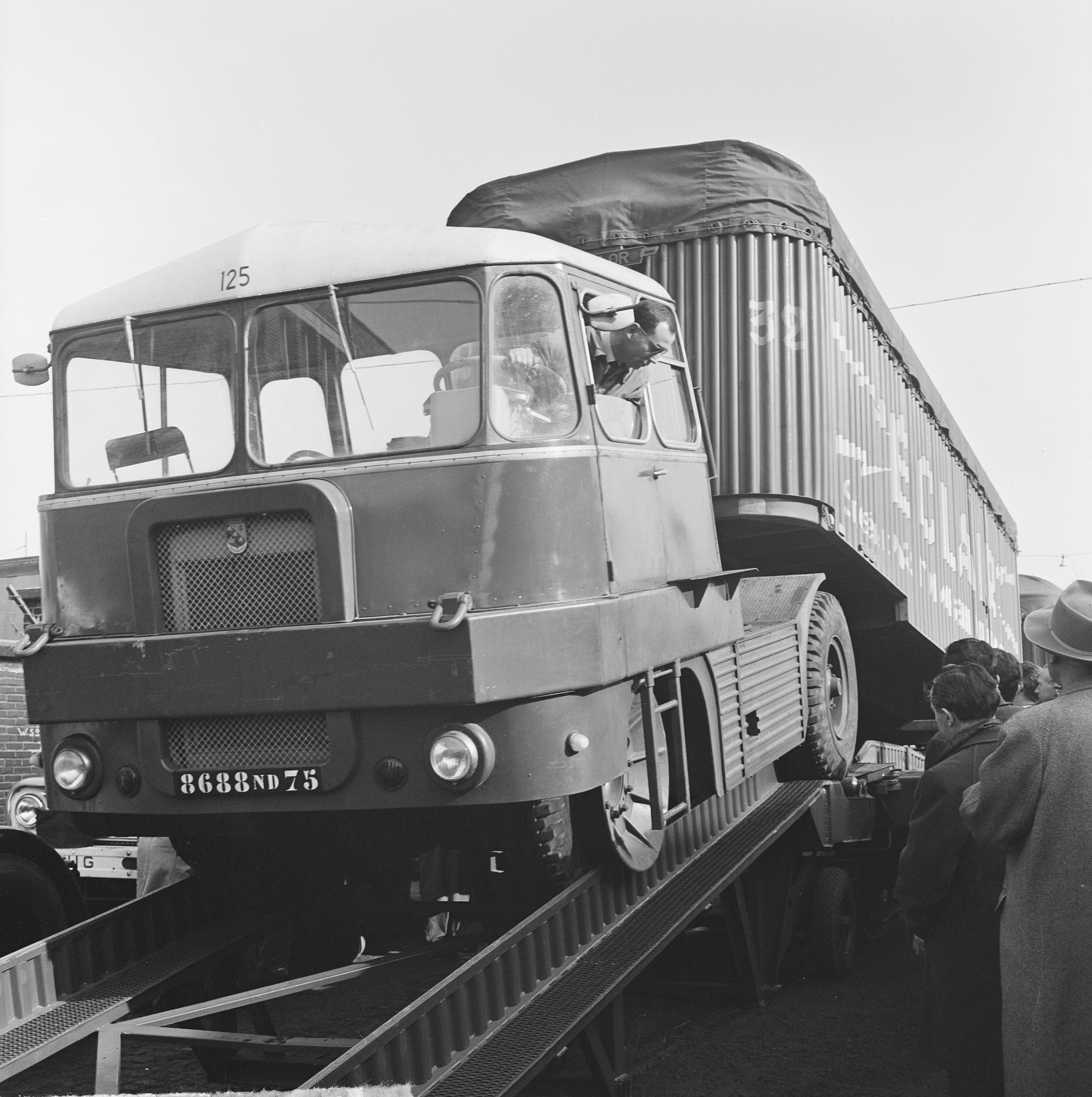
Descargando un camión semirremolque de un vagón kangourou

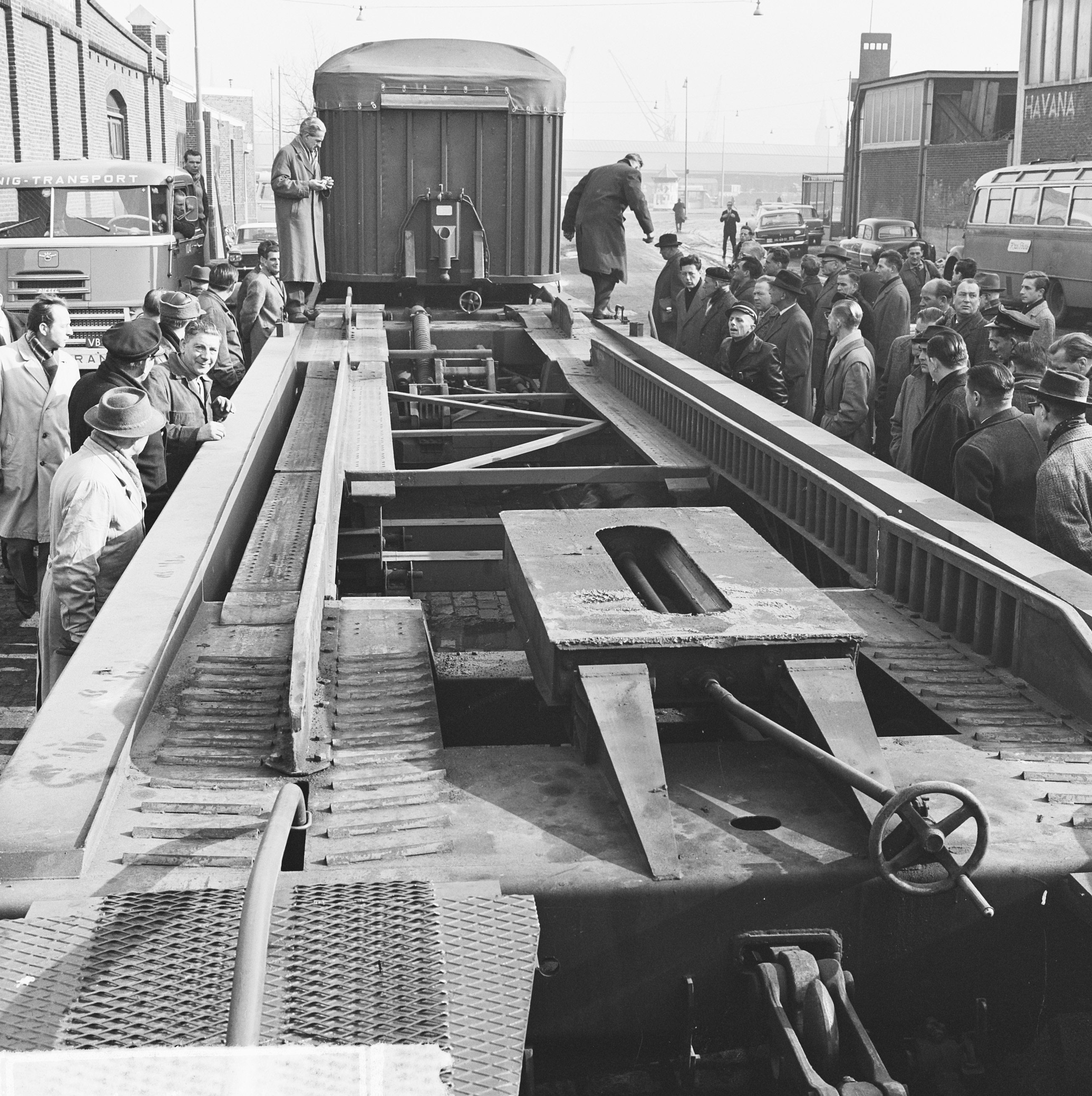
Cubierta de un vagón kangourou

Un vagón canguro es un tipo de vagón plataforma diseñado para el transporte de semirremolques. Dispone de un puente levadizo que forma una tronera en posición baja (de ahí su nombre) que permite colocar el tren portador (2 o 3 ejes) del semirremolque y respetar así la altura del gálibo de carga ( 4,2 metros (13' 92/5") por encima de la parte superior del carril para el gálibo de carga de la UIC). Los modelos de eje son del tipo UIC K, sus homólogos de bogie del tipo S.

## En Francia
El vagón canguro es la continuación del vagón UFR. Este último ya no respondía a las necesidades de transporte, por lo que se estudió un nuevo tipo de vagón para el transporte de semirremolques, pero esta vez tomando como base un remolque estándar y no un remolque adaptado.

### Vagón de ejes
El primer tipo de vagón canguro es un modelo de dobleeje que pesa 11 toneladas (11 000 kg) de tara, tiene una longitud de 12,02 metros (39' 51/5") y admite una carga de 20 toneladas (20 000 kg). Este vagón se encuentra dentro de los límites de carga, longitud y distancia entre ejes, fijados por la Unión Internacional de Ferrocarriles (UIC), con una distancia entre ejes de 9 metros (29' 6,30"). 
Este tipo de vagón se designó KE, Kangourou à Axieux, y se construyeron 246 unidades divididas en 4 pedidos de 1958 a 1963.
El vagón se distingue por:
- un pasarela maniobrable que puede ocupar 2 posiciones:
  - posición alta para el paso de un vagón a otro
  - posición baja para alojar las ruedas del semirremolque que descansan sobre el bastidor del vagón
- carriles de guía para el semirremolque en el bastidor, en las pasarelas y en el puente levadizo
- y un acoplamiento de quinta rueda para el semirremolque regulable longitudinalmente.

Los vagones canguro circulan en trenes bloque de varias decenas de vagones. Necesariamente están todos orientados en el mismo sentido, de lo contrario las operaciones de carga y descarga serían imposibles..
Sin embargo, y esto a partir de 1962, las nuevas normativas del código de circulación, los nuevos tractores con cabinas cortas y las nuevas medidas tomadas por la Compañía Nacional de Ferrocarriles Franceses (SNCF) hacen que este tipo de vagón quede obsoleto. De hecho, con la evolución de la técnica, tenemos:
- un cambio de 35 a 38 toneladas (35 000 a 38 000 kg) para el peso de los conjuntos de carretera con como corolario un peso del semirremolque de hasta 32 toneladas (32 000 kg),
- un cambio de 14 a 15 metros (45' 111/5" a 49' 23/5") para la longitud de los conjuntos de carretera,
- y la puesta en el mercado de una tractora corta, con como corolario de estos dos puntos una longitud del semirremolque que puede ser de hasta 12,2 metros (40'0,30"),
- una capacidad de desplazamiento de hasta 120 kilómetros por hora (74,6 mph) en los tren de mensajerías,
- y, por último, con vistas a la aplicación del automatic coupling, un diseño que pueda acogerlo.

IC tipo Sss) fueron designados KB: Kangourou à Bogies.
Sin embargo a partir de 1966 llega la competencia con los contenedores. La SNCF se orienta rápidamente hacia este tipo de transporte y se realizan pruebas para garantizar la manipulación de semirremolquess del mismo modo.
La empresa Novatrans que gestiona el piggyback decide en 1977 realizar únicamente la manipulación vertical y abandonar progresivamente la manipulación horizontal. Se inician estudios para transformar la flota de vagones canguro en vagones portacontenedores o «vagones poche» destinados a recibir los semirremolquess manipulados verticalmente. Los vagones modificados se convirtieron respectivamente en    KC'   de la serie 11 y    'KM'   de las series 7, 13, 14, 16 y 18.
Desgraciadamente el tráfico decae rápidamente y en 1983 se produce el abandono de la manutención horizontal con el corolario de volver a modificar inmediatamente los vagones de la serie 18 se modifican en   KM    para dar el    K1   '. Todos los demás   KM  se cambiaron gradualmente a   'K1'   a medida que avanzaban las revisiones.
Los vagones de la serie 10 fueron, por su parte, transformados en portacontenedores en 1984, dando a la serie   KU  .
Los vagones de la serie 8, pertenecientes a la SNCF son, por su parte, transformados en portacontenedores en 1984 dando la serie   'K9'  . Estos vagones fueron alquilados a Novatrans que los devolvió en 2005.
En 2006, los vagones fueron amortizados y en 2007 todo el material fue desguazado excepto una decena de vagones que conservó el SEGI.
Los vagones de las series 5 y 6 debido a los largueros en chapa plegada no pudieron ser modificados y fueron devueltos por Novatrans a SEGI desde diciembre de 1986 hasta enero de 1988 y en 1989. 76 vagones fueron vendidos a GEFCO para ser transformados en transportistas automotores.

### Vagón de bogie
Como se ha escrito anteriormente, el vagón de ejes fue rápidamente sustituido, la SNCF y SEGI deciden diseñar un nuevo vagón a partir de 1965, pero esta vez con bogies, para poder aceptar las nuevas normas. Además, el diseño ofrece un margen para absorber posibles nuevas normativas que aumenten el peso y la longitud de los semirremolques.
Así, de 1967 a 1968 se entregan un total de 80 vagones construidos en dos series:
- la serie 5 con freno de tornillo para 40 vagones,
- la serie 6 sin freno de tornillo para 40 vagones.

La construcción utiliza chapas plegadas y soldadas con equipo de frenado en los extremos. Estos vagones pesan 18,5 toneladas (18 500 kg) de tare, tienen una longitud de 15 metros (49' 23/5") y aceptan una carga de 33 toneladas (33 000 kg) y están montados sobre bogies Y 29 que les permiten una velocidad máxima de 120 kilómetros por hora (74,6 mph).
Todos estos vagones estaban diseñados para circular como tren bloques, no podían pasar por la marshalling joroba y seguían siendo propiedad de SEGI.
Este vagón fue designado SK: Super Kangourou.
De 1968 a 1969 se estudia un nuevo vagón tomando las características del anterior pero con secciones soldadas mecánicamente en lugar de chapas. Estos vagones pesan 17,5 toneladas (17 500 kg) de tara, tienen una longitud de 15 metros (49' 23/5") y admiten una carga de 33 toneladas (33 000 kg) y van montados sobre Y 31 C' bogie lo que les permite una velocidad máxima de 120 kilómetros por hora (74,6 mph).
El pedido abarcaba un total de 440 vagones distribuidos de la siguiente manera:
- serie 7 para 50 vagones
- serie 8 para 50 vagones
- serie 10 para 50 vagones
- serie 11 para 70 vagones
- serie 13 para 50 vagones
- la serie 14 para 40 vagones
- la serie 16 para 50 vagones
- la serie 18 para 80 vagones

De todas estas series, sólo una quedó en propiedad de la SNCF: la serie 8.
Este vagón (tipo UIC Sss) se designó KB: Kangourou à Bogies.
Sin embargo a partir de 1966 llega la competencia con los contenedores. La SNCF se orienta rápidamente hacia este tipo de transporte y se realizan pruebas para garantizar la manipulación de semirremolquess del mismo modo.
La empresa Novatrans que gestiona el piggyback decide en 1977 realizar únicamente la manipulación vertical y abandonar progresivamente la manipulación horizontal. Se inician estudios para transformar la flota de vagones canguro en vagones portacontenedores o «vagones poche» destinados a recibir los semirremolquess manipulados verticalmente. Los vagones modificados se convirtieron respectivamente en    KC'   de la serie 11 y    'KM'   de las series 7, 13, 14, 16 y 18.
Desgraciadamente el tráfico decae rápidamente y en 1983 se produce el abandono de la manutención horizontal con el corolario de volver a modificar inmediatamente los vagones de la serie 18 se modifican en   KM    para dar el    K1   '. Todos los demás   KM  se cambiaron gradualmente a   'K1'   a medida que avanzaban las revisiones.
Los vagones de la serie 10 fueron, por su parte, transformados en portacontenedores en 1984, dando a la serie   KU  .
Los vagones de la serie 8, pertenecientes a la SNCF son, por su parte, transformados en portacontenedores en 1984 dando la serie   'K9'  . Estos vagones fueron alquilados a Novatrans que los devolvió en 2005.
En 2006, los vagones fueron amortizados y en 2007 todo el material fue desguazado excepto una decena de vagones que conservó el SEGI.
Los vagones de las series 5 y 6 debido a los largueros en chapa plegada no pudieron ser modificados y fueron devueltos por Novatrans a SEGI desde diciembre de 1986 hasta enero de 1988 y en 1989. 76 vagones fueron vendidos a GEFCO para ser transformados en transportistas automotores.

### Anexos medianos
Al principio el semirremolque era manipulado por un tractor especial con el uso de una rampa de carga / descarga luego durante la manipulación vertical era una grúa o una grúa de pórtico después del refuerzo del semirremolque a la derecha del agarre por las pinzas.

## Autopistas ferroviarias
Los vagones canguro son utilizados en las autopistas ferroviaria desde los años 1970 en toda Europa, especialmente el modelo de Vagón poche:
- T1 Sdgkms  707  ex Skss-z  707  (1973) de 16,44 metros (18,0 yd) y  carga útil dd 33 toneladas (33 000 kg),
- T3 Sdgmns  743  (1990s) de 18,34 metros (20,1 yd), carga útil 62,5 toneladas (62 500 kg) (contenedores) para 20,4 toneladas (20 400 kg) de tara [2]
- T4: este tipo de 18,28 metros (20,0 yd) admite una carga útil de 69 toneladas (69 000 kg) (contenedores) o 38 toneladas (38 000 kg) (semirremolque),
- Sdggmrs  744  / Sdggmrs  739 : son vagones articulados de 3 bogies; la serie 739 es adecuada para 140 kilómetros por hora (87,0 mph),
- T2000 Sdggmrss  736
- Variante T3000 optimizada para remolques Mega-tráiler de 3 metros (3,3 yd) de altura interna.

## Modelismo
- El vagón canguro con ejes fue ofrecido a escala H0 por Jouef individualmente o en un set compuesto por 2 vagones, incluyendo la cabeza tractora y la rampa de carga/descarga.
- Los vagones bogie canguro han sido ofrecidos en H0 por Märklin / Trix y Roco.
- El vagón bogie canguro también es ofrecido en H0 por LS Models, pero por el momento sólo en su   versión KB: KM, K1, KC, ...'   por lo tanto vagones de bolsillo. [3][4]
- Desde 2015, el vagón canguro con ejes es ofrecido por REE-Models a escala H0 individualmente o en un conjunto que comprende dos vagones (y dos remolques), un tractor y una rampa de carga / descarga.[5],[6]